# Falisolle
Falisolle är en ort i Belgien.   Den ligger i provinsen Namur och regionen Vallonien, i den centrala delen av landet, 50 km söder om huvudstaden Bryssel. Falisolle ligger 117 meter över havet och antalet invånare är 3 448.
Terrängen runt Falisolle är huvudsakligen platt. Falisolle ligger nere i en dal. Runt Falisolle är det ganska tätbefolkat, med 111 invånare per kvadratkilometer.. Närmaste större samhälle är Charleroi, 12,5 km väster om Falisolle. 
Omgivningarna runt Falisolle är en mosaik av jordbruksmark och naturlig växtlighet.